# Enrico de Paruta
Enrico de Paruta (* 1954) ist ein deutscher Moderator, Schauspieler, Autor und Produzent.

## Leben
Aufgewachsen in München begann de Paruta 1975 beim Bayerischen Rundfunk als Nachrichtensprecher sowie mit der Programmpräsentation in Das Erste und im Bayerischen Fernsehen. Von 1976 bis 1997 moderierte er im Hörfunk des Bayerischen Rundfunks Bayern 1, 2 und 3 zahlreiche Unterhaltungsreihen, für die er auch als Autor, Programmgestalter und Produzent tätig war. Im ZDF und WDR moderierte er 1986–1988 Gala-Shows. Von 1998 bis 2005 präsentierte Enrico de Paruta Radio-Shows bei privaten Radiostationen in Bayern. 1993 trat er die Nachfolge von Gustl Bayrhammers traditioneller Weihnachtsveranstaltung in der Münchner Residenz an und entwickelte das Münchner Weihnachtssingen. Das ZDF strahlte 1996 die erste Fernsehweihnacht des Bundespräsidenten Roman Herzog aus, in der Enrico de Paruta als Produzent die künstlerische Leitung übernommen hatte. Seit 1993 ist Enrico de Paruta jährlich auf Weihnachtstournee insbesondere mit Ludwig Thomas Weihnachtslegende Heilige Nacht.
1986 gründete Enrico de Paruta die heutige Konzertdirektion edp concerts in München, die seit 1993 Tourneen, Konzerte, Open Airs und literarische Soloprogramme durchführt. 2004 rief  de Paruta den Nachwuchsförderpreis musicaBavariae ins Leben, dessen Schirmherrin die Fernsehmoderatorin Carolin Reiber ist. Der Gesangswettbewerb lädt jährlich bayerische Schülerinnen und Schüler im Alter von acht bis zwölf Jahren zum Vorsingen ein.

## Veröffentlichungen (Auswahl)
Bücher
- Heilige Nacht – ein Weihnachtsbuch, Pattloch Verlag, Augsburg 1996
- Durch Reden Zeichen setzen – Schritt für Schritt zum erfolgreichen Vortrag, Augustus Verlag, Augsburg 1997
- Heilige Nacht von Ludwig Thoma und in der hochdeutschen Fassung von E. de Paruta, St. Ulrich Verlag, Augsburg 2003
- In Nacht und Dunkel – Vorspiel zur Heiligen Nacht, edp edition 2003

Tonträger
- LP/MC Heilige Nacht, Europhon, München, 1984
- Hörbuch Weihnachten, Weltbild Verlag 2007

## Ehrungen
- 2005 Goldene Nürnberger Trichter der Nürnberger Trichter Karnevalsgesellschaft e.V. 1909

| Personendaten    | Personendaten                                          |
| ---------------- | ------------------------------------------------------ |
| NAME             | Paruta, Enrico de                                      |
| KURZBESCHREIBUNG | deutscher Moderator, Schauspieler, Autor und Produzent |
| GEBURTSDATUM     | 1954                                                   |